# You'll Never Walk Alone

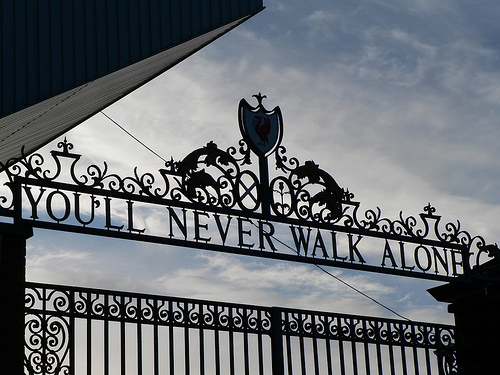
Shankly Gates, Anfield.

Pour les articles homonymes, voir Alone.
You'll Never Walk Alone (Tu ne marcheras jamais seul) est une chanson écrite par Richard Rodgers et Oscar Hammerstein II en 1945 pour la comédie musicale Carousel. C'est devenu un standard, repris par de très nombreux artistes, et l'hymne de plusieurs équipes de football, dont la plus connue, le Liverpool Football Club.

## Histoire

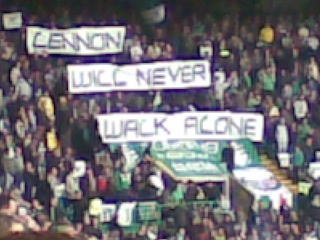
Banderoles en référence à la chanson, au Celtic Park de Glasgow.

À l'origine,You'll Never Walk Alone est créée pour la comédie musicale Carousel en 1945. 
Dans l'histoire, elle arrive au moment du décès de Billy Bigelow, afin d'encourager Julie Jordan, enceinte et ayant un enfant à charge. Elle est également reprise à la fin, lorsque leur fille, Louise, obtient son diplôme. Cette chanson est depuis entonnée aux États-Unis par les nouvelles promotions, lors de la remise des diplômes.
Chantée à l'origine par Christine Johnson, elle a été reprise plus tard par Jan Clayton. Le succès de la chanson est dû à son histoire : à cette époque, pendant la Seconde Guerre mondiale, beaucoup de gens dans le public avaient un proche sur le front en Europe ou dans le Pacifique Sud. 
En 1958, Nina Simone reprend la chanson dans son premier album Little Girl Blue et en 1963, Ray Charles l'enregistre pour son album Ingredients in a Recipe for Soul (en). 
Singles de Gerry and the Pacemakers
I Like It
(mai 1963) I'm the One
(janvier 1964)
En 1963, le groupe britannique Gerry and the Pacemakers la reprend et cette version est certainement la plus connue. Elle atteint le sommet des palmarès britanniques en octobre 1963. En 1985, Gerry Marsden initie une reprise de son hit accompagné d'une quarantaine de chanteurs et de personnalités, baptisés The Crowd (en) pour l'occasion, afin de lever des fonds à la suite du désastre de Valley Parade qui a fait 56 morts. Cette version a aussi atteint la première place des charts britanniques.
You'll Never Walk Alone est aussi connue pour être l'hymne et la devise de plusieurs clubs de football britanniques comme le Liverpool FC ou le Celtic FC, mais également l'hymne du FC Sankt Pauli, du Club Bruges KV, du Feyenoord Rotterdam, du FC Twente, du FC Tokyo, du TSV 1860 Munich et du Borussia Dortmund. En France, la chanson est utilisée à domicile par le Red Star FC lors de l'entrée des joueurs sur la pelouse.
En hockey sur glace, la chanson est reprise à chaque début de rencontre chez les Krefeld Pinguine.
Le groupe de musique Pink Floyd utilise le chant des supporters du Liverpool Football Club, au début mais aussi et surtout à la fin de la chanson Fearless sur l'album Meddle, paru en 1971. Cette chanson a également été enregistrée par Elvis Presley une première fois en 1967 et une seconde en 1971. Elle a aussi été reprise par le groupe punk/country The BossHoss.

## Reprises
- Barbra Streisand l'interprète en 2001 lors des Emmy Awards en hommage aux victimes des attentats du 11 septembre 2001[1].
- Renée Fleming l'interprète le 20 janvier 2009 lors de l'investiture de Barack Obama à la présidence des États-Unis[1].
- En 2016, You'll Never Walk Alone est le générique de fin de film de Cell Phone, avec notamment Samuel L. Jackson, fan du Liverpool Football Club, et John Cusack.
- En 2018, la chanson est reprise dans un épisode de la deuxième saison de la série télévisée Riverdale par l'actrice Madelaine Petsch.
- En 2019, la chanson est utilisée dans la série espagnole La casa de papel lors de la troisième partie.
- En 2020, durant la pandémie de Covid-19, le vétéran britannique Tom Moore et le chanteur Michael Ball reprennent la chanson, accompagnés par le chœur du NHS Voice Care. Le single atteint le 26 avril la première place du classement hebdomadaire UK Singles Chart, faisant de Moore la personne la plus âgée à atteindre la position de no 1 et lui garantissant cette place pour son centième anniversaire le 30 avril[8].
- En 2023, le chanteur néerlandais Duncan Laurence accompagné des représentants de chaque pays participants reprend la chanson durant la finale du Concours Eurovision de la chanson 2023 à Liverpool en hommage aux victimes de la guerre en Ukraine.

## Autres versions enregistrées
- Frank Sinatra (1945)
- Mario Lanza (1950)
- Roy Hamilton (1954)
- Claramae Turner dans la bande originale du film Carousel (1956)
- Perry Como (1956)
- The Adicts
- Gene Vincent (1957)
- Nina Simone (1958)
- Conway Twitty (1958)
- Malcolm Vaughan (1959)
- Billy Eckstine (1960)
- The Flamingos (1960)
- Andy Williams (1960)
- Keely Smith (1961)
- Gene Ammons (1962)
- Shirley Bassey (1962)[9]
- Doris Day (1962)
- Judy Garland (1962)
- Mahalia Jackson (1962)
- Ray Conniff (1964)
- Patti LaBelle (1964)
- The Lettermen (1965)
- The Righteous Brothers (1965)
- Chet Atkins (1967)
- Dionne Warwick (1967)
- Dottie West (1967)
- Ace Cannon (instrumental, 1967), Hi Records
- Tom Jones (1969)
- Johnny Maestro & The Brooklyn Bridge (1969)
- Louis Armstrong
- The Brooklyn Bridge (1969)
- Tammy Wynette (1969)
- Glen Campbell (1970)
- Jerry Reed (1971)
- Elvis Presley (1971)
- Aretha Franklin (1972)
- Lee Towers (1976)[10]
- Frankie Vaughan (1979)
- Vic Laurens (1963) - Rien que toi - Label Mercury.
- Vince Taylor (1980) - Luv, Big Beat Records
- Kiri Te Kanawa avec le Chœur du Tabernacle mormon (1990) - Songs of Inspiration
- Smoking Popes
- Slade (1982)
- Olivia Newton-John (1988)
- Bryn Terfel (1996) - Something Wonderful: Bryn Terfel Sings Rodgers and Hammerstein
- Barbra Streisand (1997)
- The Three Tenors (1998)
- Ryker's (1999)
- Hayley Westenra sur son album My Gift to You (2001)
- Bernadette Peters (2002)
- Die Toten Hosen (2002)
- Sissel lors de son live Sissel in Concert: All Good Things (2002)
- Johnny Cash (2003)
- Renée Fleming (2003)
- Katherine Jenkins (2004)
- Los Fastidios (2005)
- Alicia Keys (Hurricane Katrina Relief) (2005)
- Chris de Burgh (2008)
- Tokyo Ska Paradise Orchestra (2009)
- Susan Boyle (2012)
- David Phelps (2012)
- Celtic Woman (2012, Believe)
- KUKU (Be There- Orange CAN 2013) (2013)
- Dropkick Murphys (2016)[11]
- Claude Gauthier (v. québécoise intitulée : « Tu n'iras jamais seul » - 2018)
- Luke Evans (2020)
- Marcus Mumford (2020)
- Lana Del Rey (2020) reprend la chanson dans le cadre du documentaire The End Of The Storm. Pour l'occasion le titre paraît sur vinyle et les ventes sont entièrement reversées à la fondation Liverpool FC (programme en faveur des jeunes défavorisés)[12].